# Jascha Horenstein
Jascha Horenstein (Kiev, 6 mei [O.S. 24 april] 1898 – Londen, 2 april 1973) was een dirigent van Russische afkomst die in 1943 Amerikaans staatsburger werd en later vooral in Zwitserland woonde.

## Biografie
Jascha Horenstein was de eerste zoon uit het derde huwelijk van zijn vader Abraham, een welgestelde Joodse koopman in Kiev. Zijn moeder, Marie Ettinger, was afkomstig uit Stryj in het toen tot Oostenrijk behorende deel van Galicië. Met name zij stimuleerde zijn muzikale ontwikkeling en gaf hem zijn eerste pianolessen. Daarnaast had de muziek tijdens Joodse en Chassidische bijeenkomsten grote invloed op zijn vorming.
De anti-Joodse stemming die volgde op de Revolutie van 1905 deed het gezin besluiten Rusland te verlaten en zich in 1906 in Koningsbergen te vestigen. Hier kreeg de jonge Jascha les van de violist en dirigent Max Brode (1850-1917). In 1911 verruilden de Horensteins de hoofdstad van Oost-Pruisen voor Wenen, waar inmiddels meer familie woonde. Jascha bezocht hier het Staatsgymnasium no. 2, waar hij bevriend raakte met Hanns Eisler. Hij volgde in Wenen opnieuw vioollessen. Mogelijke leraren uit die periode zijn Adolf Busch en Karl Berla. In 1916 werd hij toegelaten tot de k.k. Akademie für Musik und darstellende Kunst, de Weense muziekacademie, waar hij harmonielessen kreeg van Josef Marx  en compositieles nam bij Franz Schreker. Horenstein zou nooit les in orkestdirectie krijgen en was als dirigent autodidact.
Toen Schreker in 1920 benoemd werd aan de Hochschule für Musik in Berlijn volgden enkele van studenten hun leermeester. Horenstein was een van hen. In zijn eerste Berlijnse jaren legde hij zich toe op het componeren van liederen, pianowerken en kamermuziek. Later vernietigde hij de in die periode ontstane composities. Een carrière als violist moest hij opgeven nadat hij een van zijn vingers ernstig beschadigd had bij een ongeluk bij het hakken van een stuk vlees.
In 1922 maakte hij zijn debuut als dirigent. Tijdens een concert van de Wiener Symphoniker voerde hij onder meer de toen nog weinig gespeelde eerste symfonie uit van Gustav Mahler. Terug in Berlijn raakte hij betrokken bij het nieuwe Berliner Sinfonie-Orchester en bezocht hij regelmatig de repetities van de beroemde Wilhelm Furtwängler bij de Berliner Philharmoniker. Hij beschouwde die als zijn enige dirigeerlessen. Furtwängler was positief over Horenstein en beval hem aan als dirigent voor de opera in Düsseldorf. Een aanstelling volgde in 1928, een jaar later werd hij er als Generalmusikdirektor verantwoordelijk voor de repertoire- en programmakeuze.
Horenstein dirigeerde zeer uiteenlopende werken, van l’Elisir d’amore van Donizetti tot the Mikado van Sullivan. Hij zette zich ook in voor de moderne muziek en leidde de première van Angelique van Jacques Ibert en dirigeerde Alban Bergs Wozzeck, waarvoor de componist zelf naar Düsseldorf kwam.
Met het aan de macht komen van de nazi’s en het in maart 1933 afgekondigde beroepsverbod voor Joden werd de grond te heet onder Horensteins voeten. Op 31 maart 1933 dirigeerde hij zijn laatste concert in Düsseldorf, waarna hij naar Frankrijk uitweek. Hier kreeg hij de gelegenheid om het Orchestre Symphonique de Paris te leiden, waarvan op dat moment Pierre Monteux chef-dirigent was. Aansluitend volgden uitnodigingen om in Polen en de Sovjet-Unie op te treden. In hierop volgende jaren maakte Horenstein concertreizen naar Australië, Nieuw-Zeeland en in 1938 naar Palestina, waar hij het twee jaar daarvoor opgerichte Palestijns Orkest, het huidige Israëlisch Filharmonisch Orkest dirigeerde.
Kort daarna was hem duidelijk dat Europa niet langer veilig voor Joden was. Dankzij een welwillende diplomaat kregen Horenstein, zijn vrouw Rose en hun zoon Peter Hondurese paspoorten, waardoor het mogelijk werd dat zij in januari 1939 de oversteek naar de Verenigde Staten maakten.
Via Eisler kreeg hij toegang tot de filmwereld en kon hij een aantal soundtracks dirigeren. Hollywood bleek toch niet de plek waar Horenstein zich op zijn gemak voelde en in 1941 werd hij docent aan de New School for Social Research in New York. Hoewel hij in die periode een aantal concerten leidde, kwam zijn carrière in de Verenigde Staten niet goed van de grond. Een uitnodiging om in Mexico-Stad te dirigeren opende de deur richting Latijns-Amerika. Concerten in Argentinië, Brazilië en Uruguay volgden. Later trad hij ook in Venezuela op.
In 1947 keerde hij voor het eerst na de Tweede Wereldoorlog terug naar Europa. Vooral in Frankrijk bouwde hij een naam op, terwijl hij andermaal in Palestina dirigeerde, kort voor het uitroepen van de staat Israël. Zijn Franse successen boden hem ook kansen in Italië en Nederland. In maart 1952 dirigeerde hij viermaal het Concertgebouworkest. Tijdens concerten in Amsterdam en Den Haag stonden werken van onder meer Mozart, Schönberg, Stravinsky en Badings op het programma. Het zouden Horensteins enige optredens in Nederland blijven.
Nieuw succes diende zich in 1952 aan via een contract met platenmaatschappij Vox. Deze Amerikaanse onderneming koppelde hem aan de Wiener Symphoniker voor een serie opnamen met muziek van onder anderen Bach, Beethoven, Dvořák, Mahler en Bruckner.
Later in dat decennium bracht een tournee met het London Symphony Orchestra naar Zuid-Afrika hem de opening naar de grote Britse orkesten. Aanvankelijk zou Josef Krips de concertreis leiden. Toen die ziek werd, viel Horenstein op het laatste moment in. Hij nam Krips’ programma’s ongewijzigd over met werken van componisten als Mozart, Haydn, Beethoven, Schubert en Mahler. Het enige stuk dat hij niet op zijn repertoire had, de eerste symfonie van William Walton leerde hij aan boord van het vliegtuig.
Na het Zuid-Afrikaanse succes werd Horenstein steeds vaker in Verenigd Koninkrijk gevraagd. Hij deed veel voor de naamsbekendheid van Mahler in de Britse concertzalen. Legendarisch werd zijn uitvoering van Mahlers achtste symfonie op 20 maart 1959 in de Royal Albert Hall, die rechtstreeks werd uitgezonden door de BBC.
Vanaf 1958 dirigeerde hij ook weer in Duitsland. Zo viel hij in 1961 in voor Rafael Kubelík bij de Berliner Philharmoniker.  Met de in het Duitse Marl gevestigde Philharmonia Hungarica was hij te gast op het festival van Sion in Zwitserland. Andere engamenten brachten hem in Zweden, Italië en Tsjecho-Slowakije, maar tot zijn dood was Horenstein vooral te gast bij Britse orkesten. In 1971 eisten het reizen en het vele werken hun tol. Tijdens een concert kreeg Horenstein een hartinfarct. Zijn artsen raadden hem aan het rustiger aan te gaan doen, maar de dirigent werkte als vanouds door.

## Repertoire en plaatopnamen
Horenstein wordt vooral herinnerd als dirigent van de werken van Mahler en Bruckner. Zijn eerste plaatopname was van Mahlers Kindertotenlieder, gevolgd door een van de zevende symfonie van Bruckner, beide in 1928. De grote klassieken, van Bach tot Beethoven, voerde hij regelmatig uit.
Hij was echter ook een pleitbezorger van twintigste-eeuwse muziek. Werken van Schönberg en Berg stonden al vroeg op zijn programma’s, net als stukken van Karol Rathaus, Carl Nielsen, Robert Simpson en Paul Hindemith.
Als operadirigent schuwde Horenstein de modernen evenmin. Hoewel hij een goede naam opbouwde als dirigent van Wagner, Belcanto of Mozart, zette hij zich ook in voor minder bekende opera’s, zoals Saul og David van Nielsen.
Na zijn vertrek uit Duitsland duurde het tot de jaren vijftig voor Horenstein weer plaatopnamen ging maken. Het aflopen van zijn contract met Vox leidde echter niet tot belangstelling bij andere platenmaatschappijen. Weliswaar maakte RCA een aantal opnamen met Horenstein. Die verschenen echter alleen via het tijdschrift Reader's Digest. Pas eind jaren zestig toonde het Britse merk Unicorn interesse. Voor dit label nam Horenstein muziek op van Mahler, Nielsen, Simpson en Panufnik.
Na zijn dood zouden talrijke concertopnamen op cd verschijnen. Veel van Horensteins werk met Britse orkesten is in de serie BBC Legends uitgekomen, terwijl een box van negen cd’s gewijd is aan zijn concerten met het orkest van de Franse omroep.

## Meningen
De meningen over Horenstein lopen uiteen, waarbij positieve waarderingen de boventoon voeren. Muziekcriticus Alex Ross omschreef Horenstein in de New York Times als de grootste Mahlerdirigent van zijn generatie, misschien van alle generaties
Dirigent Joel Lazar ziet hem als een dirigent met een unieke stem en acht hem van wereldklasse
Ook de Frankfurter Allgemeine Zeitung noemde Horenstein bij zijn terugkeer in Duitsland, in 1958, een groot dirigent.
Dave Hurwitz, op de website Classics Today, betitelt Horenstein als een tweederangs dirigent wiens enige verdienste het is dat hij de muziek van Mahler in het Verenigd Koninkrijk onder de aandacht heeft gebracht. Volgens Hurwitz is er echter veel aan te merken op Horensteins tempi en artistieke opvattingen.
- Bibsys: 2018373
- Biblioteca Nacional de España: XX853388
- Bibliothèque nationale de France: cb13895323h (data)
- CiNii: DA12372476
- Gemeinsame Normdatei: 129502499
- International Standard Name Identifier: 0000 0000 8185 7815
- Library of Congress Control Number: n82111861
- Nationale Bibliotheek van Letland: 000272901
- MusicBrainz: f0fdf43e-55f3-48fb-a9ed-fbe254750f9b
- Nationale Bibliotheek van Tsjechië: xx0090344
- Nationale Bibliotheek van Israël: 987007271724005171
- Nationale Bibliotheek van Polen: a0000002552991
- Nederlandse Thesaurus van Auteursnamen: 10481828X
- SNAC: w67946v9
- Système universitaire de documentation: 103015396
- Trove: 1064271
- Virtual International Authority File: 116789872
- WorldCat: E39PBJmXKF6BcFVqqDGmpcwgrq